# Біріма Нгоне Латир
Біріма Нгоне Латир (д/н —1859) — 28-й дамель (володар) держави Кайор в 1855—1859 роках.

## Життєпис
Походив з династії Фалл. Син Макоду Кумба Янде, сина дамеля Біріма Фатми Тіуба, та лінгер (принцеси) Нгуне Латир, доньки дамеля Меїсса Теінде Діор. Про молоді роки відомостей обмаль.
1855 року після смерті стрийка Меїсса Теінде Діора обирається новим дамелем. Надав потужну підтримку кеддоса — зберігачам поганських вірувань. Багато доклав зусиль для зміцнення авторитету дамеля, зокрема через справедливе правосуддя.
Невдовзі стикнувся з постаннями мусульман у провінції Ндіамбур. Також відчував загрозу з боку імперії тукулерів. Цим скористалися французи на чолі з губернатором Сенегалу Луї Федербом, що отримав дозвіл від дамеля на прокладання стратегічної залізниці Дакар — Сен-Луї. Втім Біріма Нгоне Латир помер ще до укладання офіційної угоду. Трон посів його батько Макоду Кумба Янде.